# John Coates Jr.
John Coates Jr. (geboren 1938; gestorben am 22. November 2017 in Scranton (Pennsylvania)) war ein US-amerikanischer Jazzpianist.
Coates begann früh Klavier zu spielen und studierte am Mannes College of Music und an der Dalcroze School of Music, wobei er zunächst eine Karriere als Konzertpianist anstrebte. Unter dem Eindruck der Jazzmusik änderte er seine musikalische Ausrichtung. Bereits mit 17 Jahren hatte er Gelegenheit, ein erstes Album für Savoy einzuspielen (Portrait, mit Wendell Marshall und Kenny Clarke, 1955). Von 1956 bis 1958 tourte er mit dem Orchester von Charlie Ventura, um anschließend sein Studium an der Rutgers University fortzusetzen (Abschluss 1962). In den folgenden Jahren arbeitete er als Musikverleger, Komponist und Arrangeur in Delaware Water Gap, wo er auch regelmäßig im dortigen Jazzclub Deer Head Inn auftrat. Ab Mitte der 1970er-Jahre spielte Coates eine Reihe von Alben in Triobesetzung bzw. als Solist ein, wie The Jazz Piano of John Coates, Jr. (1974), Alone and Live at The Deer Head (1977) und Tokyo Concert (1980). In späteren Jahren folgten noch Livemitschnitte mit Nancy Reed und Phil Woods. John Coates Jr. gilt als frühes Vorbild für Keith Jarrett; stilistisch steht er in der Tradition des Jazzpianos von Bill Evans. Im Bereich des Jazz war er von 1955 bis 2007 an 35 Aufnahmesessions beteiligt. Coates starb im November 2017 in einem jüdischen Pflegeheim, in dem er seit 2015 lebte.